# Người đương thời
Người đương thời là chương trình trò chuyện trên truyền hình với những con người nổi bật, có nhiều đóng góp cho cuộc sống trong xã hội Việt Nam.

## Lịch sử
Chương trình Người đương thời ra đời vào năm 2001 và được phát sóng trên kênh VTV3, Đài Truyền hình Việt Nam. 
Đến năm 2004 thì được chuyển sang phát sóng trên VTV1, tuy nhiên vẫn được phát sóng lại trên VTV3. Đến năm 2007, chương trình này được phát sóng trên 2 kênh VTV1 và VTV6.
Từ năm 2001 đến 2006, chương trình này do Ban Thể thao - Giải trí - Thông tin kinh tế (VTV3) thực hiện, nhưng từ năm 2007 đến 2012 thì chương trình này được chuyển sang Ban Thanh thiếu niên (VTV6) khi nhà báo Tạ Bích Loan trở thành Trưởng ban Thanh thiếu niên. 
MC của chương trình này là Nhà báo Tạ Bích Loan. Trong 11 năm phát sóng, Người đương thời đã đồng hành cùng khán giả Việt Nam và quốc tế gặp gỡ 500 nhân vật khách mời.

## Nội dung
Chương trình Người đương thời là nơi gặp gỡ và tôn vinh những "người đương thời", là những người nổi bật, có nhiều đóng góp cho xã hội như: các doanh nhân thành đạt, những chính khách, những tài năng trẻ, các trí thức, những người nổi tiếng trong các lĩnh vực... Đồng thời, chương trình cho khán giả biết thông tin và quan điểm của những khách mời, thông qua đó khán giả có thể tìm được những bí quyết thành công cho chính mình từ những kinh nghiệm thất bại và thành công của nhân vật. Tuy nhiên, những người thực hiện chương trình đã từng gặp những khó khăn khi mời một nhân vật tham gia chương trình vì khách mời sợ bị vướng phải những tai tiếng không lường trước sau khi xuất hiện và nói về những thành công của mình.

## Lịch phát sóng
Chương trình được phát sóng hàng tuần vào 19h45 (2005 - 2006), 22h (2007 - 2012), 20h10 (2008 - 2009), 21h30 (2010 - 2013) trên kênh VTV1 và được phát lại trên VTV6, Đài Truyền hình Việt Nam.